# Gymnusa pseudovariegata
Gymnusa pseudovariegata är en skalbaggsart som beskrevs av Jan Klimaszewski 1979. Gymnusa pseudovariegata ingår i släktet Gymnusa och familjen kortvingar. Inga underarter finns listade i Catalogue of Life.